# Saturn Film
Saturn Film war ein Filmstudio in Berlin von 1915 bis 1930.

## Geschichte
Im August 1915 wurde die Saturn Film AG in Berlin gegründet. Vorstandsvorsitzender wurde Arnold Bystritzki. Dieser hatte in Moskau bis  Ende 1914 ein Filmstudio mit seinem Bruder geführt und dort auch  als Regisseur in einigen russisch-deutschen Koproduktionen mitgewirkt. (Der Name nahm offenbar auch  Bezug zum Wiener Filmstudio für erotische Filme von 1907 bis 1911.)
Es wurden vor allem leichte Unterhaltungsfilme, oft mit reißerischen Titeln hergestellt. Von 1916 bis 1918 wurden auch einige Auftragsfilme von anderen Filmgesellschaften hergestellt und dann von Saturn Film vertrieben.
Seit 1918 wurde ein großes Filmstudio in der Großen Frankfurter Straße 106 genutzt, das vorher der Karl Werner GmbH gehörte.
Von 1920 sind die vorerst letzten Filmproduktionen bekannt, danach gab es nur noch einen Film 1926/1927. In dieser Zeit betrug das umgestellte Stammkapital 18.000 RM, Direktor war weiter Arnold Bystritzki.
Spätestens 1930 wurde das Unternehmen aufgelöst, wahrscheinlich auch in Zusammenhang  mit der Einführung des Tonfilms.
Es sind einige Archivmaterialien im Bundesarchiv und im Landesarchiv Berlin erhalten.

## Filme

### Filmproduktionen
Es sind 69 eigene Filmproduktionen bekannt.
1915
- Die beiden Schulzen
- Der Ordensklub der dreizehn Damen
- Verbrecher der Weltstadt
- Der König der Berge
- Ein verzweifeltes Mittel

1916
- Der breite Weg
- Die verschlossene Tür
- Jesta als Versuchskaninchen

- Verrückt ...?
- Der verschwundene Bankier
- Sergeant Jims Pferd
- Die Gespensterstunde
- Der Ordensklub der dreizehn Frauen
- Das Modell zur Madonna
- Satans Opfer
- Der rote Streifen

1917
- Der Maskenball
- Klosterfriede
- Die toten Augen
- Zügelloses Blut
- Küsse, die man stiehlt im Dunkeln
- Die neue Daliah
- Der Schmuck des Rajah
- Wenn das Herz in Haß erglüht
- Die Spur seiner Sünden
- Nicht lange täuschte mich das Glück
- Die Vergangenheit rächt sich
- Rasputin
- Rosen, die der Sturm entblättert, 1918 Erstaufführung

1918
- Wenn dreie eine lieben
- Das Hochzeitslied
- Wenn zwei sich lieben
- Die Kleptomanin
- Der Verführer
- Wenn Menschen untreu werden
- Aus Höhen zum Nachtasyl
- Der schuldlose Verdacht
- Bist du's, lachendes Glück?
- Triton, der Perlenkönig
- Vera Panina
- Der Fluch der bösen Tat
- Mamsell Nitouche
- Das sterbende Modell
- Das verhängnisvolle Andenken

1919
- Aphrodite
- Der ersten Liebe goldne Zeit
- Irenes Fehltritt
- Im Rausche der Sinne
- Der kleine Spitzbube
- Die Verschwörung
- Unter der Maske
- Das Lied der Tränen
- Entfesselte Leidenschaften
- Lodernde Gluten
- Verlorene Existenzen
- Die Tochter des Spielers
- Knospen, die sich nicht entfalten
- Der Frauenspekulant
- Die Tochter der Straße
- Verflixte Zufälle
- Die blonde Magda
- Nach dem Gewitter
- Die gefährliche Abenteurerin
- Franzl, der Ehestifter
- Wenn Herzen in Liebe erglühen, 1920 Uraufführung

1920
- Die Sucht nach Luxus
- Vom Altar in den Tod
- Die Geheimnisse von New York

1926/1927
- Jugendrausch

### Verleihfilme
Einige Fulme wurden im Auftrag der Saturn AG von anderen Firmen hergestellt und dann verliehen
1916
- Die Börsenkönigin
- Dora Brandes
- Das Waisenhauskind
- Das Liebes-ABC

1916/1917
- Die Rose der Wildnis
- Im Lebenswirbel
- Der erste Patient
- Das Eskimobaby

1918
- Lili